# Aarwangen
Aarwangen est une commune suisse du canton de Berne, située dans l'arrondissement administratif de Haute-Argovie.

## Géographie

Photo aérienne par Walter Mittelholzer (1923)

La commune d’Aarwangen est située à 15 kilomètres à l’est de Soleure et à 3 kilomètres au nord de Langenthal, sur les bords de l’Aar, dans la région du canton de Berne appelée Haute-Argovie. Ce petit centre rural s’est industrialisé au cours du XXe siècle.[réf. nécessaire]
Selon l'Office fédéral de la statistique, Aarwangen mesure 9,87 km2. 14,10% de cette superficie correspond à des surfaces d'habitat ou d'infrastructure, 45,6% à des surfaces agricoles, 36,2% à des surfaces boisées et 3,2% à des surfaces improductives.

## Histoire
Une nécropole tumulaire y est fouillée en 1899. Les objets trouvés permettent de dater l'occupation de la fin du IVe siècle.
La première mention d’Aarwangen remonte à l'année 1212. Le château fort, le pont sur l’Aar et le péage datent de cette époque. Aarwangen a été un important lieu de transbordement pour le transport fluvial des marchandises entre la l’ouest et l’est de la Suisse.
Aarwangen marquait également la frontière entre les Burgondes et les Alamans.
Aarwangen est le centre de la seigneurie puis du bailliage d'Aarwangen.
Le vieux pont de bois fut détruit par les flammes en 1471 et emporté par une crue de l’Aar en 1758. Il fut remplacé en 1887 par un pont à armature métallique.

## Démographie
Selon l'Office fédéral de la statistique, Aarwangen compte 4 145 habitants en 2008. Sa densité de population atteint 419 hab./km2.
Le graphique suivant résume l'évolution de la population d'Aarwangen entre 1850 et 2008 :

## Transports
Chemin de fer privé Langenthal- Niederbipp- Soleure de la Compagnie Aare Seeland mobil (Asm).
Autoroute A1 Berne-Zurich, sortie 43 Niederbipp.

## Monuments
- Eglise réformée, construite en 1576-77 par Antoni Stab de Zofingue en style gothique tardif. Les baies sont ornées de vitraux à armoiries, ceux du chœur remontant à l'époque de la construction[5].
- Le Tierlihaus (Maison des animaux) de 1767, qui appartenait au propriétaire d'une ménagerie ambulante qui fit peindre la façade d'animaux exotiques[5].
- Château d'Aarwangen, à l’origine propriété des seigneurs von Aarwangen, puis des von Grünenberg. Depuis 1432, résidence des baillis bernois. A côté du donjon du 13e s. nouvelle maison des chevaliers, remontant probablement au 16e s[5].